# Candelariaceae
Candelariaceae är en familj av lavar. Candelariaceae ingår i ordningen Candelariales, klassen Lecanoromycetes, divisionen sporsäcksvampar och riket svampar.
| Candelariaceae | \| \| Candelariella \| \| \| \| \| \| Candelaria \| \| \| \| \| \| Candelina \| \| \| \| |
|                | \| \| Candelariella \| \| \| \| \| \| Candelaria \| \| \| \| \| \| Candelina \| \| \| \| |
|                | Candelariella                                                                            |
|                |                                                                                          |
|                | Candelaria                                                                               |
|                |                                                                                          |
|                | Candelina                                                                                |
|                |                                                                                          |

|  | Candelariella |
|  |               |
|  | Candelaria    |
|  |               |
|  | Candelina     |
|  |               |